# 小米MIX Fold 2
小米MIX Fold 2（英语：Xiaomi MIX Fold 2）是小米集团于北京时间2022年8月11日20时许在北京小米科技园发布的一款智能手机，是小米MIX系列发布的第八款机型，同时也是小米研发的第二代双屏幕可折叠式智能手机。本系列首次搭载与徕卡联合调试的影像算法。

## 简介
作为小米旗下第二代可折叠式智能手机，小米MIX Fold 2采用了较为轻薄的机身形态，外屏采用了一块21:9比例的6.56英寸（对角线）AMOLED屏幕，内部则采用了一块8.02英寸（对角线）的可折叠式AMOLED屏幕，机身采用铝合金边框以及超薄玻璃机身，拥有黑色及香槟金色两款配色。性能方面则采用了第一代骁龙8+处理器，并辅以12GB的RAM以及最高1TB可选的内部存储。相比初代MIX Fold，小米MIX Fold 2采用了全新设计以及全新配色，搭载与徕卡相机联合调试的影像，质感也较前代有了一定提升。

## 销售
小米MIX Fold 2提供256GB、512GB以及1TB三个内部存储版本，售价分别为8999元、9999元以及11999元人民币。北京时间2022年8月11日21时开启预付定金售卖，北京时间2022年8月16日10时正式接受购买。